# بوسکمپ
بوسکمپ (به هلندی: Boskamp) یک روستا در هلند است که در الست-ویهه واقع شده‌است. بوسکمپ ۱٬۱۴۷ نفر جمعیت دارد.